# Маргулиес, Мануил Сергеевич
Мануил (Эммануил) Сергеевич (Сигизмундович) Маргулиес (28 декабря 1868 [9 января 1869], Одесса — 07.07.1939 Париж, Франция) — российский общественно-политический деятель, доктор медицины, адвокат, юрист, публицист, предприниматель, выдающийся масон. 
После окончания Гражданской войны — в эмиграции во Франции.

## Биография
Родился в семье старшего врача Одесской городской еврейской больницы и секретаря-казначея Одесской лечебницы для приходящих больных Сигизмунда-Соломона Михайловича Маргулиеса (1832—1898) 28 декабря 1868 (9 января 1869) года. После окончания в 1887 году Ришельевской гимназии поступил на юридический факультет Новороссийского университета.
В 1892 году уехал во Францию и поступил на медицинский факультет Парижского университета, который окончил в 1897 году. Работал ассистентом у парижских невропатологов, после чего в 1898 году вернулся в Россию.
Проживал в Санкт-Петербурге. Участвовал в общественно-политической работе. Присяжный поверенный Санкт-Петербургской судебной палаты и присяжный стряпчий. Инициатор и организатор создания бесплатных юридических консультаций для рабочих и бедных на петербургских окраинах. Лично участвовал в их работе. Выступал защитником на многих политических процессах. В 1905 и 1908 годах арестовывался властями и высылался из столицы за революционную деятельность. Был близким другом М. М. Ковалевского.
Основатель Радикальной партии демократических реформ, редактор-издатель её печатного органа газеты «Радикал». Совместно с Н. П. Карабчевским издавал газету «Юрист». Гласный Санкт-Петербургской городской думы, в 1910—1916 гг. товарищ её председателя. Член конституционно-демократической партии.
Помощник директора-распорядителя акционерного общества «Ткач» (1912), директор Общества Северных заводов наследников И. П. Пастухова (1915), директор правления Апшеронского нефтяного общества (1915—1916), директор правления Русского общества электрических дорог и электрического освещения (1915—1916), ответственный агент в России английского Общества Енисейской меди.
Во время Великой войны председатель санитарного отдела Санкт-Петербургского комитета Союза городов, организовал более 100 лазаретов. Делегат съездов Всероссийского Союза городов (1914—1917). С 1915 года — товарищ председателя Центрального Военно-промышленного комитета, с октября 1917 года по сентябрь 1918 года — его председатель. Личный друг А. И. Гучкова. Член Петроградского и Всероссийского совещаний по топливу и продовольствию. После Февральской революции принимал участие в работе Демократического совещания, на котором был избран в Предпарламент.
Во время Гражданской войны жил в Киеве, затем в Одессе. Член Бюро Совета государственного объединения России. Участник Ясского совещания. Зиму 1918—1919 годов провёл в Одессе. Должен был получить портфель министра финансов в конструируемом французскими интервентами в Одессе краевом Юго-Западном правительстве. После французской эвакуации Одессы вошёл в Северо-Западное правительство генерала Н. Н. Юденича, занимал пост министра торговли, промышленности, снабжения и здравоохранения. После военного поражения белых на Северо-Западе России эмигрировал в Лондон, затем Берлин, обосновался в Париже.
В эмиграции занимался адвокатской и медицинской практикой, имел свой медицинский кабинет в Париже по адресу 28, rue Chalgrin, 16-е, специализировался по венерическим и мочеполовым болезням. С 1921 года являлся членом правления Союза русских писателей и журналистов в Париже. В 1924 году стал одним из создателей Республиканско-демократического объединения (РДО). В 1926 году был одним из организаторов Русского клуба в Париже. С 1929 года член правления Объединения русских адвокатов во Франции, был его вице-председателем. С 1935 года входил в состав совета Союза русских адвокатов во Франции. Выступал с докладами на собраниях Объединения русских адвокатов, РДО, редакции газеты «Дни», Русского трудящегося христианского движения и др. В 1932 году вошёл в Комитет по организации чествования М. А. Кроля.
Объединение русских адвокатов 10 января 1939 года организовало чествование М. С. Маргулиеса по случаю его 70-летия; в том же году, 7 июля, он скончался.
В 1895 году женился на дочери статского советника Маргарите Натановне (Николаевне) Бернштейн (во втором браке Аитова; 20.10.1876—1969), врач, учёный-медик, микробиолог. Их сын — Юрий Эммануилович Маргулиес (1902—1971), востоковед-синолог, историк, переводчик.

## В масонстве
Масон, в течение 32 лет член Великого востока Франции. Посвящён в петербургской ложе «Полярная звезда» в январе 1907 года. Возведён во 2 и 3 градусы в 1908 году. Стал оратором ложи в мае 1908 года. Был посвящён в 18 градус Древнего и принятого шотландского устава 15 мая 1908 года.
В эмиграции во Франции был членом-основателем и оратором Державного капитула «Северная звезда» Древнего и принятого шотландского устава (основанного в 1924 году). В 1928 году посвящён в 33° ДПШУ. Председатель капитула с 1931 по 1932 год. В 1933 году подал прошение о выходе из капитула. 25 февраля 1925 года он сделал доклад на французском языке «О возникновении масонства в России», и представил его на торжественной сессии «Объединения русских лож». В том же году этот доклад был напечатан в распространяемом только среди масонов издании «Акация» под названием «25 лет русского масонства».
Являлся одним из основателей ложи «Свободная Россия», находившейся под юрисдикцией Великого востока Франции (с 1931 года по 1938 год — её досточтимый мастер, а с 1931 года — почётный досточтимый мастер).
Французские масоны были недовольны Маргулиесом и русскими ложами Великого востока Франции, и угрожали «усыплением», за то, что в первый год коллективизации в России, русские ложи начали собирать деньги для голодающих. Маргулиес писал: «Нас обвиняют в распространении ложных слухов, нам нанесли рану, которая не скоро заживет. Мы старались всеми силами вести антисоветскую пропаганду, основанную на фактах, в масонской среде… В последнее время мы направили наши интересы на изучение масонских традиций, на историю масонства, на его символику…» Но, по мнению Н. Н. Берберовой, Маргулиес до конца жизни жаждал политического дела, и простое «изучение символики» не удовлетворяло его.